# San Simone (Crispiano)
San Simone è l'unica frazione del comune pugliese di Crispiano, in provincia di Taranto. Al 2023 contava 410 abitanti.

## Geografia
San Simone sorge a 3 km a nord di Crispiano, non lontano dalla stazione di Crispiano San Raffaele, e si sviluppa intorno alla piazza situata dietro la chiesa parrocchiale di San Michele Arcangelo, punto di ritrovo del paese.
San Simone confina con: Crispiano, Iazzo delle Fabbriche, Bivio di Montemesola, Case Sparse, Montetermiti e Vallenza.

## Cultura

### Eventi
La frazione è animata da due manifestazioni principali: la Sagra del Peperoncino, che si svolge durante il periodo estivo, solitamente 6 e 7 settembre organizza dall'associazione "Amici da Sempre", La Festa Patronale di San Michele Arcangelo, la quale si svolge l'8 Maggio e da un anno a questa parte la Sagra del pomodorino giallorosso, rispettivamente 20 e 21 settembre.